# Yellow Magic Orchestra
Yellow Magic Orchestra (YMO) (яп. イエロー・マジック・オーケストラ) — музичний колектив з Токіо (Японія). Група була утворена в 1978 році, і є одним з піонерів японської електронної музики.
Ідея створення «східної відповіді Kraftwerk» належить Харуомі Хосоно — до кінця 70-х це вже був досить відомий музикант в Японії, який відзначився участю в легендарній фолк-рок-групі Happy End і кількома сольними альбомами. Перша платівка Yellow Magic Orchestra, однойменна за назвою групи, була записана за участю ще двох музикантів: Юкіхіро Такахасі і Рюіті Сакамото, з якими Хосоно працював раніше. Почавши свою участь у проекті як сесійні музиканти, незабаром Такахасі і Сакамото стають повноцінною частиною групи.
Працюючи з новітніми синтезаторами і стрімко розвивається на початку 80-х семплер технологією, Yellow Magic Orchestra, завдяки новаторському звучанню, завоювали велику популярність не тільки в Японії, а й за її межами. Група постійно експериментувала зі стилями, і хоча Yellow Magic Orchestra прийнято класифікувати як електропоп, в деяких композиціях можна зустріти елементи техно і ембіента. На пізніших альбомах («Naughty Boys» і «Service») музика стає не такою експериментальною, як раніше, більш мелодійною і близькою до синті-поп. У цих альбомах переважають вокальні композиції, часто виконані японською мовою.
Не можна не відзначити великий внесок у розвиток японської поп-музики, зроблений кожним з учасників Yellow Magic Orchestra. Не припиняючи на період роботи в групі займатися власною сольною кар'єрою, музиканти писали композиції для популярних у 80-х японських виконавців, таких як Sandii & The Sunsetz, Sheena & The Rokkets, Susan та багатьох інших, а також займалися продюсуванням їхніх альбомів.
У 1984 році Yellow Magic Orchestra, випустивши подвійний Live-альбом «After Service», записаний під час токійського концерту в грудні 1983 року, припиняє своє існування. Після розпаду учасники колективу впритул зайнялися власними сольними проектами. Але в 1993 році група ненадовго об'єднується знову, давши кілька «живих» виступів і випустивши альбоми «Technodon» і «Technodon Live».
Через 14 років, у 2007 році, Yellow Magic Orchestra несподівано відновлює творчу діяльність, причому в колишньому складі. Група (спочатку під назвою HASYMO) випускає новий сингл Rescue / Rydeen 79/07, а також дає кілька живих виступів. У 2008 році проходять перші великі (з початку 90-х) концерти YMO в Лондоні та Хіхоні (Gijón, Іспанія), на яких група демонструє як новий матеріал, так і класичні хіти в сучасній обробці. Матеріал з цих концертів став основою двох нових «живих» CD, а також концертного DVD «POSTYMO: Yellow Magic Orchestra Live in London 2008+».